# Cerritos (San Luis Potosí)
Cerritos – meksykańskie miasto położone w środkowej części stanu San Luis Potosí, siedziba władz gminy o tej samej nazwie.

## Położenie
Miasto leży w odległości około 80 km na północny wschód od stolicy stanu San Luis Potosí, w górach Sierra Madre Wschodnia, oraz około 50 km kilometrów od granicy ze stanem Tamaulipas.